# Liste der Einträge im National Register of Historic Places im Callahan County
Liste der Einträge im National Register of Historic Places im Callahan County
Die Liste der Registered Historic Places im Callahan County führt alle Bauwerke und historischen Stätten im texanischen Callahan County auf, die in das National Register of Historic Places aufgenommen wurden.

## Aktuelle Einträge
| Lfd. Nr. | Name im NRHP                    | Bild | Datum der Eintragung | Adresse/Lage                          | Ort          | NRHP-ID  | Beschreibung |
| -------- | ------------------------------- | ---- | -------------------- | ------------------------------------- | ------------ | -------- | ------------ |
| 1        | Robert E. Howard House          |      | 19. Aug. 1994        | Jct. of TX 36 (Fourth St.) and Ave. J | Cross Plains | 94000984 |              |
| 2        | Texas and Pacific Railway Depot |      | 10. Apr. 2012        | 100 Market Street                     | Baird        | 12000194 |              |